# Petra Rossner
Petra Rossner (ur. 14 listopada 1966 w Lipsku) – niemiecka kolarka szosowa i torowa, złota medalistka olimpijska, dwukrotna medalistka mistrzostw świata, a także zdobywczyni Pucharu Świata w kolarstwie szosowym.

## Kariera
W 1989 roku zdobyła srebrny medal w indywidualnym wyścigu na dochodzenie podczas torowych mistrzostw świata w Lyonie, ulegając tylko Francuzce Jeannie Longo. Na rozgrywanych dwa lata później mistrzostwach świata w Stuttgarcie była w tej samej konkurencji najlepsza, wyprzedzając bezpośrednio Amerykankę Janie Eickhoff i kolejną Francuzkę Marion Clignet. Ponadto na igrzyskach olimpijskich w Barcelonie w 1992 roku zdobyła tytuł mistrzyni olimpijskiej w wyścigu indywidualnym na dochodzenie, finiszując przed Kathy Watt z Australii i Rebeccą Twigg z USA. W sezonie 2002 zwyciężyła w klasyfikacji generalnej Pucharu Świata w kolarstwie szosowym, a w sezonie 2004 była druga za Oenone Wood z Australii. Była także trzecia w Giro d'Italia Femminile w 1988 roku. Brała również udział w igrzyskach olimpijskich w Seulu w 1988 roku i igrzyskach olimpijskich w Sydney w 2000 roku, jednak w pierwszym przypadku nie ukończyła rywalizacji, a w drugim była trzydziesta w wyścigu ze startu wspólnego.
Od 1996 roku związana jest z Judith Arndt – również kolarką.